# Sarah Catherine Hook
Sarah Catherine Hook (* 21. April 1995 in Montgomery, Alabama) ist eine amerikanische Schauspielerin und Sängerin.

## Leben und Karriere
Hook stammt aus Montgomery. Sie besuchte die Montgomery Academy. Später absolvierte sie 2017 ein Bachelorstudium in Gesang an der State University of New York, Purchase. Ihr Debüt gab sie 2017 in dem Film Brunkala. Anschließend war sie 2021 in Conjuring 3: Im Bann des Teufels zu sehen. Im selben Jahr trat sie in der Serie American Crime Story auf. Bekanntheit erlangte sie durch ihre Rolle als Juliette Fairmont in der Netflixserie First Kill. 2024 spielte Hook eine Hauptrolle in der Amazon-Prime-Video-Neuauflage von Cruel Intentions.

## Filmografie (Auswahl)
Filme
- 2017: Brunkala
- 2020: Harbor from the Holocaust
- 2021: Conjuring 3: Im Bann des Teufels
- 2022: The Ghost Trap

Serien
- 2021: American Crime Story
- 2022: First Kill
- 2024: Eiskalte Engel (Cruel Intentions)
- 2025: The White Lotus